# Всекитайская федерация промышленности и коммерции
Всекитайская федерация промышленности и коммерции — является неправительственной торговой палатой, созданной в 1953 году в качестве преемника торговых палат, которые были впервые основаны во времена династии Цин. Сегодня она состоит из китайских промышленников и бизнесменов под руководством Объединенного фронта Коммунистической партии Китая, а также является учредительной организацией Народного политического консультативного совета Китая и обладателем ряда мест в Всекитайском собрании народных представителей. Организация оказывает помощь правительству в управлении частной экономикой Китая и выступает в качестве связующего звена между частным сектором и правительством.

## Структура
агентство состоит из следующих отделов:
- Генеральный офис;
- Отдел исследований;
- Департамент членства;
- Отдел рекламы и образования;
- Отделение экономической службы;
- Департамент по вопросам борьбы с нищетой и социального обслуживания;
- Департамент международных связей;
- Департамент по правовым вопросам;
- Департамент людских ресурсов.

## Основные функции
Основные обязанности FNICC заключаются в следующем :
- улучшить связи между правительством и частной экономикой;

- помочь правительству в управлении частной экономикой;

- участвовать в политике консультаций по национальной политике и стратегиям в области политики, экономики и социальных вопросов;

- помогать своим членам в технологических инноваций, управления и культуры для повышения конкурентоспособности и достижения устойчивого развития;

- представлять законные права своих членов и расширять их предложения и требования правительства;

- предоставлять членам услуг в области профессиональной подготовки, финансирования, технологии, юридических консультаций и информации, а также решать трудности и проблемы, с которыми они сталкиваются;

- выстраивать более тесные отношение с иностранными коммерческими  и промышленными предприятиями;

- помочь членам выезжать за границу для деловых возможностей и внести свой вклад в экономические реформы Китая.

## Председатели
1. Чэнь Шутун (с 1953 - 1966);
2. Ху Цзян (с 1979 – 1988);
3. Жун Ижэнь (с 1988 - 1993);
4. Цзин Шупин (с 1993 - 2002);
5. Хуан Мэнфу (с 2002 - 2012);
6. Ван Циньминь (с 2012 - 2017);
7. Гао Юньлун (с 2017 - по настоящее время).